# 일리아스 샤이르
일리아스 에밀리안 샤이르(Ilias Emilian Chair, 1997년 10월 30일 ~ )는 모로코의 축구 선수로, 현재 잉글랜드 EFL 챔피언십의 퀸스 파크 레인저스 FC와 모로코 축구 국가대표팀에서 공격형 미드필더로 뛰고 있다.